# Filton
Filton è una cittadina di 10 607 abitanti (2011) del Gloucestershire, in Inghilterra.

## Amministrazione

### Gemellaggi
- Saint-Vallier, Francia
- Witzenhausen, Germania